# Montpollin
Montpollin var en kommun i departementet Maine-et-Loire i regionen Pays de la Loire i nordvästra Frankrike. Kommunen låg i kantonen Baugé som tillhör arrondissementet Saumur. Området som utgjorde den tidigare kommunen Montpollin hade 243 invånare år 2017.
Kommunen upphörde den 1 januari 2013, då den slogs samman med kommunerna Baugé, Pontigné, Saint-Martin-d'Arcé och Le Vieil-Baugé till den nya kommunen Baugé-en-Anjou.

## Befolkningsutveckling
Antalet invånare i kommunen Montpollin
| Referens: INSEE |